# Thomas Doughty (cónego)
Thomas Doughty DD (1636 - 2 de dezembro de 1701) foi um cónego de Windsor de 1673 a 1701.

## Carreira
Ele foi educado na Queen Elizabeth Grammar School, Wakefield and Magdalene College, Cambridge, onde formou-se em 1657, MA em 1660 e DD em 1671.
Ele foi nomeado:
- Capelão do Duque de York
- Vigário de Romsey, Hampshire 1662
- Reitor de Bishopstoke 1666–1698
- Reitor de Clewer, Berkshire 1680

Ele foi nomeado para a sétima bancada na Capela de São Jorge, Castelo de Windsor em 1673 e ocupou a canonaria até 1701.